# Sergei Kajumowitsch Schakurow

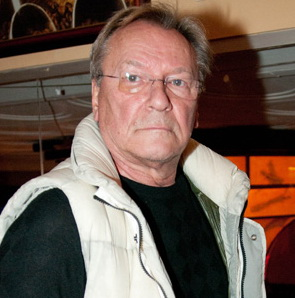
Sergei Kajumowitsch Schakurow (2010)

Sergei Kajumowitsch Schakurow (russisch Сергей Каюмович Шакуров, wiss. Transliteration Sergej Kajumovič Šakurov; * 1. Januar 1942 in Moskau, RSFSR, Sowjetunion) ist ein russischer Schauspieler, der für seine Tätigkeiten mehrfach ausgezeichnet wurde und zu den angesehensten Schauspielern des Landes gehört.

## Leben
Schakurow wurde als Sohn russisch-tatarischer Eltern in Moskau geboren. Nach seinem Abschluss im Schulstudio begann der Schauspieler ab 1964 am Malaja-Bronnaja-Theater arbeiten. Ein Jahr später wurde er in das Ensemble des Zentralen Akademischen Theaters der Sowjetarmee aufgenommen. Nach der Beendigung seines Wehrdienstes und seinem Austritt aus dem Akademischen Theater 1971 trat er dem Kleinen Theater bei, wurde nach Tätigkeiten am Bühnenstück Zwei Freunde allerdings für weitere Aufführungen nicht mehr verpflichtet. Daher trat er 1971 dem Dramatheater Stanislavsky bei, wo er bis 1987 blieb. Der sportlich begeisterte und engagierte Schakurow hat einen Master in Akrobatik.
Seit Mitte der 1960er Jahre ist Schakurow ein gefragter Schauspieler für Film- und Fernsehproduktionen und wirkte in über 100 Produktionen mit.
Für seine Leistungen wurde er am 8. November 1980 zu einem geehrten Künstler des RSFSR ernannt und wurde Preisträger des UdSSR-Staatspreises. Am 1. Juli 1991 wurde er zu einem Volkskünstler der RSFSR ernannt. Am 14. Januar 2002 erhielt er den Ehrenorden. Die Auszeichnung des Golden Eagle Award als bester Nebendarsteller erhielt er 2016 für seine Rolle in Final Take-Off – Einsame Entscheidung.

## Filmografie (Auswahl)
- 1966: Ya soldat, mama (Είμαι φαντάρος, μητέρα)
- 1969: Man wird nicht als Soldat geboren (Vozmezdie/Возмездие)
- 1974: Verraten und verkauft (Svoy sredi chuzhikh, chuzhoy sredi svoikh/Свой среди чужих, чужой среди своих)
- 1975: Hundert Tage nach der Kindheit (Sto dney posle detstva/Сто дней после детства)
- 1979: Sibiriade (Сибириада)
- 1981: Zwei Zeilen, kleingedruckt (Dwe strotschki melkim schriftom)
- 1983: Wer klopft an meine Tür? (Kto stuchitsya v dver ko mne.../Кто стучится в дверь ко мне...)
- 1983: Sherlock Holmes – Der Schatz der Agra (Mini-Serie, 2 Episoden) (Priklyucheniya Sherloka Kholmsa i doktora Vatsona: Sokrovishcha Agry/Приключения Шерлока Холмса и доктора Ватсона: Сокровища Агры)
- 1983: Anna Pawlowa – Ein Leben für den Tanz (Анна Павлова)
- 1983: Das Rezept ihrer Jugend (Retsept yeyo molodosti/Рецепт её молодости)
- 1986: Der Aufstandsplatz (Ploshchad Vosstaniya)
- 1987: Besuch beim Minotaurus (Визит к минотавру)
- 1988: Der Freund (Drug/Друг)
- 1990: Raspad - Der Zerfall (Raspad/Распад)
- 2003: Antikiller 2: Antiterror (Антикиллер 2: Антитеррор)
- 2007: Paragraph 78 – Das Spiel des Todes (Paragraf 78/Параграф 78)
- 2016: Final Take-Off – Einsame Entscheidung (Ekipazh/Экипаж)
- 2020: Djatlow-Pass – Tod im Schnee (Pereval Dyatlova/Перевал Дятлова) (Fernsehserie, 2 Episoden)
- 2021: Kitchenblock – Tödliches Sommercamp (Пищеблок) (Fernsehserie)